# アーネスト・アルフレッド・ヴィゼテリー
アーネスト・アルフレッド・ヴィゼテリー（Ernest Alfred Vizetelly、1853年 – 1922年）は、イングランドのジャーナリスト、著作家。

## 生涯
ヴィゼテリーは、イングランドの出版事業者ヘンリー・ヴィゼテリーの息子のひとりとして、父の最初の妻であったエレン・エリザベス・ポラード (Ellen Elizabeth Pollard) を母に生まれた。後にアメリカ合衆国でレキシコグラファー（辞書学者/辞典編纂者）、語源学者、編集者として活動したフランク・ホレス・ヴィゼテリーは、異母弟である。
長じたヴィゼテリーは、『イラストレイテド・ロンドン・ニュース』などの特派員として、しばしばヨーロッパ大陸各地で取材にあたり、従軍記者として知られていた。
アーネスト・ヴィゼテリーは、父が手がけたエミール・ゾラの翻訳作品のいくつかに手を加え、修正を施した上で再刊した。普仏戦争の間、ヴィゼテリーはフランスに滞在しており、後に、その時の体験を回顧した『My days of adventure; the fall of France, 1870-71』を書いたが、この本には冒頭に、自伝的な自己紹介の記述が含まれている。

## おもな著作
- Vizetelly, Ernest Alfred (1897). The reminiscences of a Bashi-Bazouk (英語). Bristol: Arrowsmith..
- Vizetelly, Ernest Alfred (1904). Emile Zola Novelist And Reformer An Account Of His Life And Work (英語). London & New York: John Lane..
- Vizetelly, Ernest Alfred (1914). My days of adventure; the fall of France, 1870-71 (英語). London: Chatto & Windus..
  - My Days of Adventure The Fall of France, 1870-71 - Google ブックス
- Speirs, Dorothy E.; Yannick, Portebois, eds. (2002). Mon cher maître : lettres d’Ernest Vizetelly à Émile Zola, 1891-1902. Les Presses de l’Université de Montréal. ISBN 2-7606-1834-X。